# Damalis mercaraensis
Damalis mercaraensis là một loài ruồi trong họ Asilidae. Damalis mercaraensis được Joseph & Parui miêu tả năm 1985.